# Ото I (Гелдерн)
Вижте пояснителната страница за други личности с името Ото I.
Ото I фон Гелдерн (на нидерландски: Otto I van Gelre; на немски: Otto I von Geldern, * ок. 1150, † сл. 30 април 1207) от Дом Васенберг е граф на Гелдерн и Цутфен от 1182 до 1207 г.
Той е вторият син на граф Хайнрих I (1117–1182) и съпругата му Агнес фон Арнщайн. По-големият му брат Герхард III умира през 1181 г. и през 1182 г. Ото I наследява графството.
Ото I се жени около 1184 г. за Рихардис фон Шайерн-Вителсбах (1173–1231), дъщеря на херцог Ото I от Бавария от род Вителсбахи.
Той участва в Третия кръстоносен поход на император Фридрих Барбароса и особено се отличава в завладяването на Иконионс (Кония). След внезапната смърт на императора Ото отива с една група в Сирия и Палестина. В Светата земя той се присъединява към Ги дьо Лузинян, кралят на Йерусалим, който точно обсажда град Акра. Ото се връща през 1190 г. в родината си.
Ото често се кара с графство Холандия и е против Брабант, съюзява се с Лимбург и известно време е пленен. Той се бие против фризите. През войната за германския трон (от 1198) той е на страната на Хоенщауфените.
Ото I от Гелдерн е погребан в манастир Камп.

## Деца
Ото и съпругата му Рихардис имат децата:
- Аделхайд (1187–1218), ∞ 1197 Вилхелм I, граф на Холандия
- Герхард IV (1185–1229), граф на Гелдерн и Цутфен
- Ото I (1195–1215), епископ на Утрехт (1212–1215)
- Лудвиг, домпропст в Утрехт
- Мехтхилд (1190 – 1247), ∞ Хайнрих II, граф на Насау
- Ирмгард († сл. 1230), ∞ 1210 Адолф I, граф на Марк
- Хайнрих III († 1198), сърегент в Гелдерн, ∞ 1198 Аделхайд от Холандия (1186–пр. 1203)
- Маргарета († 1264), ∞ пр. 1216 г. граф Лотар II фон Аре-Хохщаден († 1246)